# Ondřej Trojan
Ondřej Trojan (Praga, 31 de dezembro de 1959) é um cineasta tcheco. Foi indicado ao Oscar de melhor filme estrangeiro na edição de 2004 pela realização da obra Želary e na edição de 2001 por Musíme si pomáhat.

## Filmografia
- Musíme si pomáhat (2000)
- Cesta z města (2000)
- Kruté radosti (2002)
- Želary (2003)
- Kráska v nesnázích (2006)
- Medvídek (2007)
- U mě dobrý (2008)
- Občanský průkaz (2010)